# Grand Prix Formule 1 van China 2008

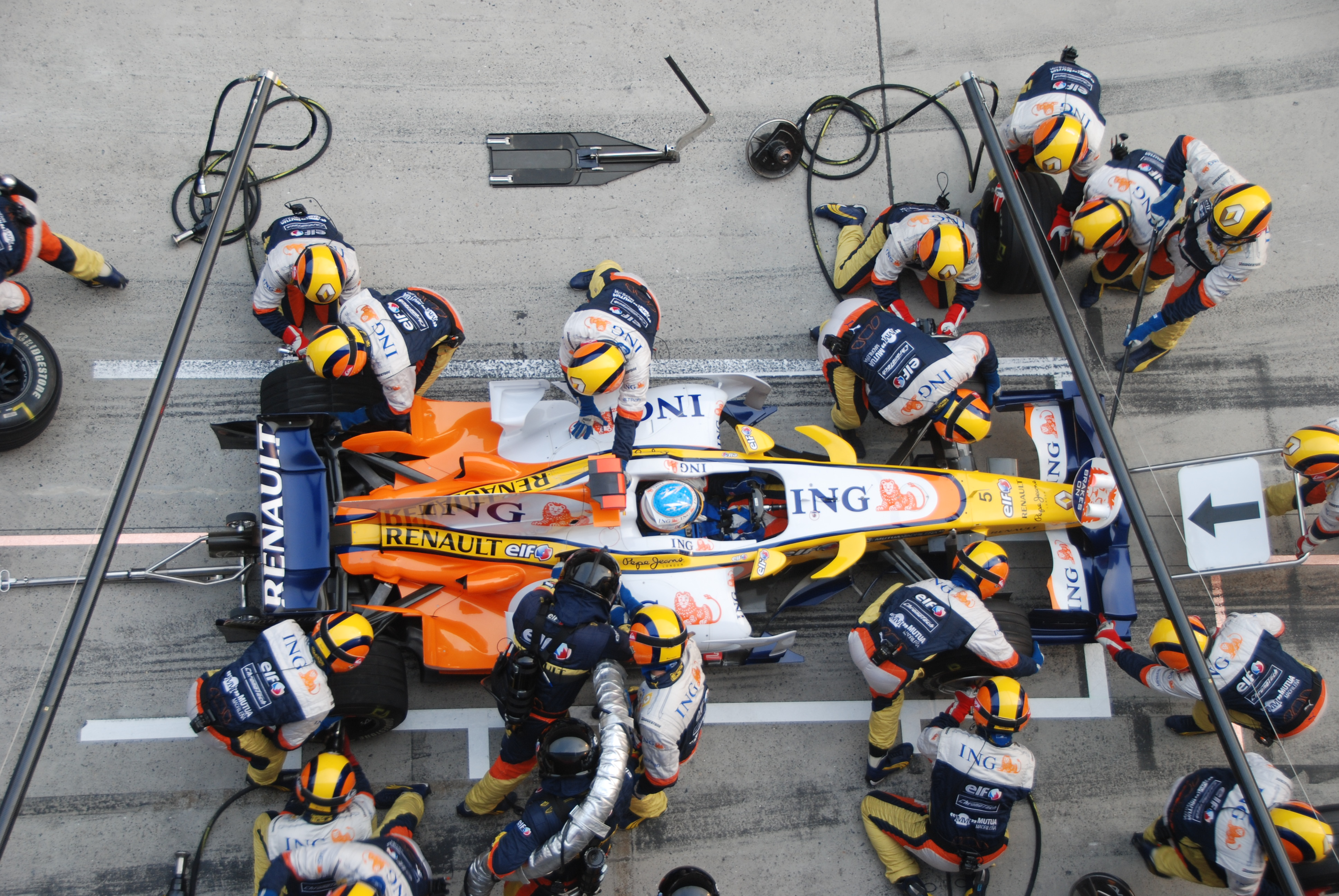
Eerste pitstop voor Fernando Alonso tijdens de race.

De Grand Prix Formule 1 van China 2008 werd gehouden op 19 oktober 2008 op het circuit van Shanghai. Het was de zeventiende en voorlaatste race van het kampioenschap. McLaren-rijder Lewis Hamilton, die vanaf poleposition was vertrokken won de race voor Ferrari-rijders Felipe Massa en Kimi Räikkönen. Hamilton had met nog één race te gaan zeven punten voorsprong op zijn enige overgebleven concurrent voor de titel Felipe Massa.

## Kwalificatie
| Positie | Nummer | Naam                 | Team                | Q1       | Q2       | Q3       | Grid |
| ------- | ------ | -------------------- | ------------------- | -------- | -------- | -------- | ---- |
| 1       | 22     | Lewis Hamilton       | McLaren-Mercedes    | 1:35.566 | 1:34.947 | 1:36.303 | 1    |
| 2       | 1      | Kimi Räikkönen       | Ferrari             | 1:35.983 | 1:35.355 | 1:36.645 | 2    |
| 3       | 2      | Felipe Massa         | Ferrari             | 1:35.971 | 1:35.135 | 1:36.889 | 3    |
| 4       | 5      | Fernando Alonso      | Renault             | 1:35.769 | 1:35.461 | 1:36.927 | 4    |
| 5       | 23     | Heikki Kovalainen    | McLaren-Mercedes    | 1:35.623 | 1:35.216 | 1:36.930 | 5    |
| 6       | 10     | Mark Webber          | Red Bull-Renault    | 1:36.238 | 1:35.686 | 1:37.083 | 161  |
| 7       | 3      | Nick Heidfeld        | BMW Sauber          | 1:36.224 | 1:35.403 | 1:37.201 | 92   |
| 8       | 15     | Sebastian Vettel     | Toro Rosso-Ferrari  | 1:35.752 | 1:35.386 | 1:37.685 | 6    |
| 9       | 11     | Jarno Trulli         | Toyota              | 1:36.104 | 1:35.715 | 1:37.934 | 7    |
| 10      | 14     | Sébastien Bourdais   | Toro Rosso-Ferrari  | 1:36.239 | 1:35.478 | 1:38.885 | 8    |
| 11      | 6      | Nelson Piquet jr.    | Renault             | 1:36.029 | 1:35.722 |          | 10   |
| 12      | 4      | Robert Kubica        | BMW Sauber          | 1:36.503 | 1:35.814 |          | 11   |
| 13      | 12     | Timo Glock           | Toyota              | 1:36.210 | 1:35.937 |          | 12   |
| 14      | 17     | Rubens Barrichello   | Honda               | 1:36.640 | 1:36.079 |          | 13   |
| 15      | 7      | Nico Rosberg         | Williams-Toyota     | 1:36.434 | 1:36.210 |          | 14   |
| 16      | 9      | David Coulthard      | Red Bull-Renault    | 1:36.731 |          |          | 15   |
| 17      | 8      | Kazuki Nakajima      | Williams-Toyota     | 1:36.863 |          |          | 17   |
| 18      | 16     | Jenson Button        | Honda               | 1:37.053 |          |          | 18   |
| 19      | 20     | Adrian Sutil         | Force India-Ferrari | 1:37.730 |          |          | 19   |
| 20      | 21     | Giancarlo Fisichella | Force India-Ferrari | 1:37.739 |          |          | 20   |

- 1 Mark Webber werd tien plaatsen achteruit gezet na een ongeplande motor wissel.
- 2 Nick Heidfeld werd drie plaatsen achteruitgezet voor het belemmeren van David Coulthard tijdens de eerste kwalificatiesessie.

## Race
| Positie | Nummer | Coureur              | Team                | Rondes | Tijd/Oorzaak uitval | Startplaats | Punten |
| ------- | ------ | -------------------- | ------------------- | ------ | ------------------- | ----------- | ------ |
| 1       | 22     | Lewis Hamilton       | McLaren-Mercedes    | 56     | 1:31:57,403         | 1           | 10     |
| 2       | 2      | Felipe Massa         | Ferrari             | 56     | +14.925             | 3           | 8      |
| 3       | 1      | Kimi Räikkönen       | Ferrari             | 56     | +16.445             | 2           | 6      |
| 4       | 5      | Fernando Alonso      | Renault             | 56     | +18.370             | 4           | 5      |
| 5       | 3      | Nick Heidfeld        | BMW Sauber          | 56     | +28.923             | 9           | 4      |
| 6       | 4      | Robert Kubica        | BMW Sauber          | 56     | +33.219             | 11          | 3      |
| 7       | 12     | Timo Glock           | Toyota              | 56     | +41.722             | 12          | 2      |
| 8       | 6      | Nelson Piquet jr.    | Renault             | 56     | +56.645             | 10          | 1      |
| 9       | 15     | Sebastian Vettel     | Toro Rosso-Ferrari  | 56     | +1:04.339           | 6           |        |
| 10      | 9      | David Coulthard      | Red Bull-Renault    | 56     | +1:14.842           | 15          |        |
| 11      | 17     | Rubens Barrichello   | Honda               | 56     | +1:25.061           | 13          |        |
| 12      | 8      | Kazuki Nakajima      | Williams-Toyota     | 56     | +1:30.847           | 17          |        |
| 13      | 14     | Sébastien Bourdais   | Toro Rosso-Ferrari  | 56     | +1:31.457           | 8           |        |
| 14      | 10     | Mark Webber          | Red Bull-Renault    | 56     | +1:32.422           | 16          |        |
| 15      | 7      | Nico Rosberg         | Williams-Toyota     | 55     | +1 ronde            | 14          |        |
| 16      | 16     | Jenson Button        | Honda               | 55     | +1 ronde            | 18          |        |
| 17      | 21     | Giancarlo Fisichella | Force India-Ferrari | 55     | +1 ronde            | 20          |        |
| Ret     | 23     | Heikki Kovalainen    | McLaren-Mercedes    | 49     | Luchtdruk           | 5           |        |
| Ret     | 20     | Adrian Sutil         | Force India-Ferrari | 13     | Versnellingsbak     | 19          |        |
| Ret     | 11     | Jarno Trulli         | Toyota              | 2      | Schade              | 7           |        |

2004 · 2005 · 2006 · 2007 · 2008 · 2009 · 2010 · 2011 · 2012 · 2013 · 2014 · 2015 · 2016 · 2017 · 2018 · 2019 · 2024 · 2025